# Педуцеї
Педуцеї (лат. Peducaea, іноді написання лат. Paeducaea або лат. Peducea) — плебейський рід у Стародавньому Римі. Походив або з Умбрії, або з Осканії. Члени цього роду відомі з кінця II століття до н. е., з того часу до правління римського імператора Антоніна Пія їхня значимість в існуванні держави неухильно зростала. Основними преноменами роду були Секст, Тит і Луцій, які були поширені в історії Стародавнього Риму у багатьох родах. Було декілька осіб з преноменами Гай та Квінт. Інші преномени зустрічалися нечасто. Першим з Педуцієв, про кого є згадка в історії, був народний трибун 113 року до н. е. Секст Педуцей. Першим з Педуцеїв отримав консульство Тит Педуцей у 35 році до н. е. 